# Mohammad Al-Abbasi
 (novembre 2023).
Mohammad Daoud Al-Abbasi (en arabe: محمد داوود العباسي), né le 11 juillet 1914 à Jérusalem et mort le 19 janvier 1972 à Amman, est un militaire et un homme politique jordanien. Il fut premier ministre durant 10 jours en 1970 pendant le Septembre noir.

## Premières années
Mohammad Daoud Al-Abbasi est né dans le quartier de Silwan, à Jérusalem, alors sous domination ottomane. Il a travaillé comme officier de police dans la ville de Tulkarem en Cisjordanie, qui faisait alors partie de la Jordanie jusqu'à la Guerre des Six Jours. En 1952, il devient membre de la délégation jordanienne de la Commission mixte d'armistice jordano-israélienne. Il occupe le poste de président de la délégation jordanienne de 1958 jusqu'à la Guerre des Six Jours, en 1967. En 1956, il est blessé par une mine et est secouru par un officier israélien, Aharon Camara. Durant la guerre, il est fait prisonnier par l'armée israélienne pendant 17 jours puis libéré. Il continue de travailler à la tête de la Commission mixte d'armistice jordano-israélienne jusqu'en 1970. En 1969, il obtient l'autorisation d'entrer en Cisjordanie pour les funérailles de sa femme.

## Septembre Noir
Le 16 septembre 1970, le roi Hussein de Jordanie ordonne l'instauration de la loi martiale et nomme le général de brigade Mohammad Daoud Premier ministre pour diriger le premier gouvernement militaire en Jordanie. Malgré les efforts visant à désamorcer les tensions entre l'armée jordanienne et les mouvements palestiniens, entre le 16 et le 25 septembre 1970, l'escalade du conflit entraine la mort de milliers de personnes. Ce conflit est devenu connu sous le nom de Septembre noir (également sous le nom de guerre civile jordanienne).
Un comité du sommet de la Ligue arabe a chargé le ministre koweïtien de la Défense Saad al-Salim al-Sabah, le chef de l'État soudanais Gaafar Nimeiry et le vice-ministre des Affaires étrangères de l'Arabie saoudite, Omar Al-Saqqaf, d'enquêter et de rendre compte des causes de l'affrontement au sommet arabe. Pendant ce temps, la Ligue arabe organise une réunion de tous les chefs d'État arabes au Caire.
Le roi Hussein a chargé Al-Abbasi de se joindre au sommet. Quelques jours seulement après sa nomination en tant que Premier ministre, le 24 septembre, frustré et sous pression après avoir été incapable d'éviter ce conflit et ses conséquences, Al-Abbasi présente sa démission de son poste à l'ambassadeur de Jordanie au Caire, Hazem Nuseibeh.
Al-Abbasi demande l'asile politique au Caire, à la suite de sa démission. Le président égyptien Gamal Abdel Nasser demande à Al-Abbasi de rester au Caire pour discuter des affaires jordaniennes.
Le moment choisi pour cette démission, en pleine crise, a été une surprise pour beaucoup, et a eu un impact considérable en accelerant la fin du conflit militaire en Jordanie.

## Maladie et Décès
Al-Abbasi est hospitalisé au Caire fin 1971, diagnostiqué d'une tumeur au cerveau, puis envoyé à Paris pour subir une opération au cerveau. Il a ensuite demandé à être soigné à l'hôpital Hadassah de Jérusalem, il obtient l’autorisation, mais n’a pas pus y aller. Le 10 janvier 1972, il retourne à l'hôpital militaire d'Amman, en Jordanie et décède 9 jours plus tard, le mercredi 19 janvier. Son corps est transféré d'Amman à Jérusalem via le Pont Allenby après une cérémonie officielle. Une Prière funéraire est accommplie à la Mosquée al-Aqsa le vendredi 21 janvier 1972. Il est enterré à Silwan, comme il l'avait souhaité, là où il a passé les premières années de sa vie.